# Order Jamajki
Order Jamajki (ang. Order of Jamaica) – cywilne odznaczenie państwowe Jamajki ustanowione w 1969.

## Historia, organizacja i zasady nadawania
Order został ustanowiony w 1969 przez parlament jamajski i włączony do systemu odznaczeń i nagród państwowych (ang. National Honours and Awards). Dewizą orderu jest sentencja: „Dla przymierza z narodem” (ang. For a covenant of the people). Odznaczenie jest nadawane za „wybitne osiągnięcia” zarówno obywatelom Jamajki, jak i cudzoziemcom, którzy tym samym zostają odpowiednio: Członkami orderu (ang. Members of the Order) lub Członkami Honorowymi (ang. Honorary Members). Odznaczonym przysługuje tytuł: „Czcigodny” (ang. Honourable) oraz prawo do umieszczania po nazwisku inicjałów orderu: „OJ”.
Order Jamajki jest jednoklasowy i zajmuje czwarte miejsce w precedencji jamajskich odznaczeń państwowych.

## Insygnia
Odznaka orderu jest wykonana z czystego złota. Stanowi ją wieniec z liści i owoców bligii otaczający cztery białoemaliowane ramiona, łączące go z centralnym medalionem. Na medalionie znajduje się herb Jamajki, który okala emaliowany na zielono pierścień z dewizą orderu o złotym liternictwie. Odznaka jest zawieszona na zielonej wstążce, noszonej na szyi.
Integralnym elementem orderu jest także Wielka Wstęga. Noszona na prawym ramieniu, ma kolor zielony z umieszczonymi na środku trzema wąskimi, o równej szerokości pionowymi pasami – żółtym, czarnym i żółtym.